# Acacia greggii
Acacia greggii es una especie de Acacia nativa al sudoeste de los Estados Unidos y el norte de México. El árbol tiene numerosos espinas ganchudas con la forma y el tamaño de la garra de un gato, que tienden a engancharse en los transeúntes; la persona enganchada debe parar para quitar las espinas con cuidado para evitar lesiones o la ropa destrozada. (Nota: "Uña de Gato" también se utiliza para referirse a Uncaria tomentosa, una enredadera leñosa que encuentra en las selvas tropicales de América del Sur y Central)

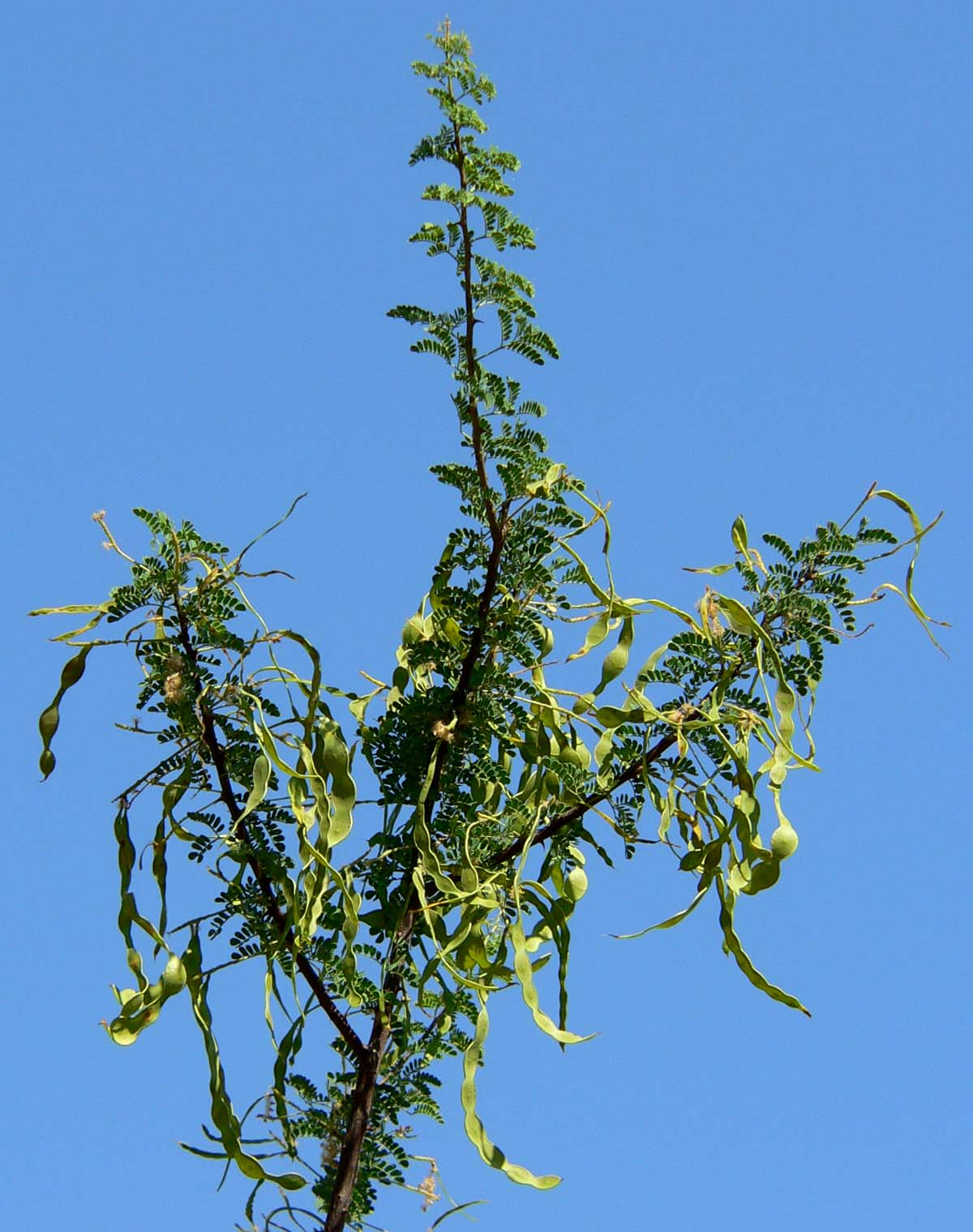
Senegalia greggii rama

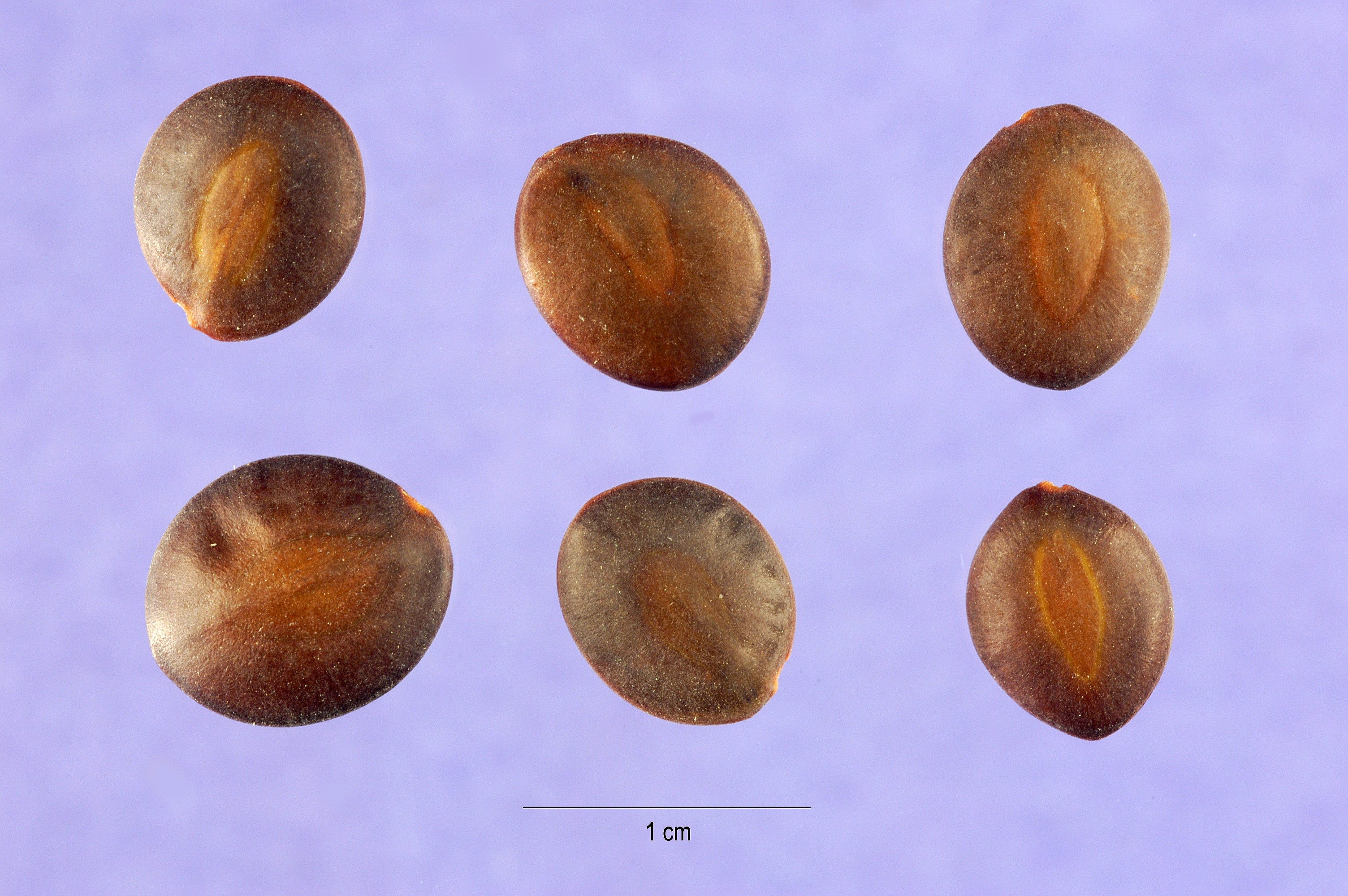
Senegalia greggii semillas

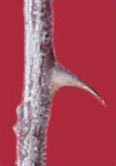
Espina

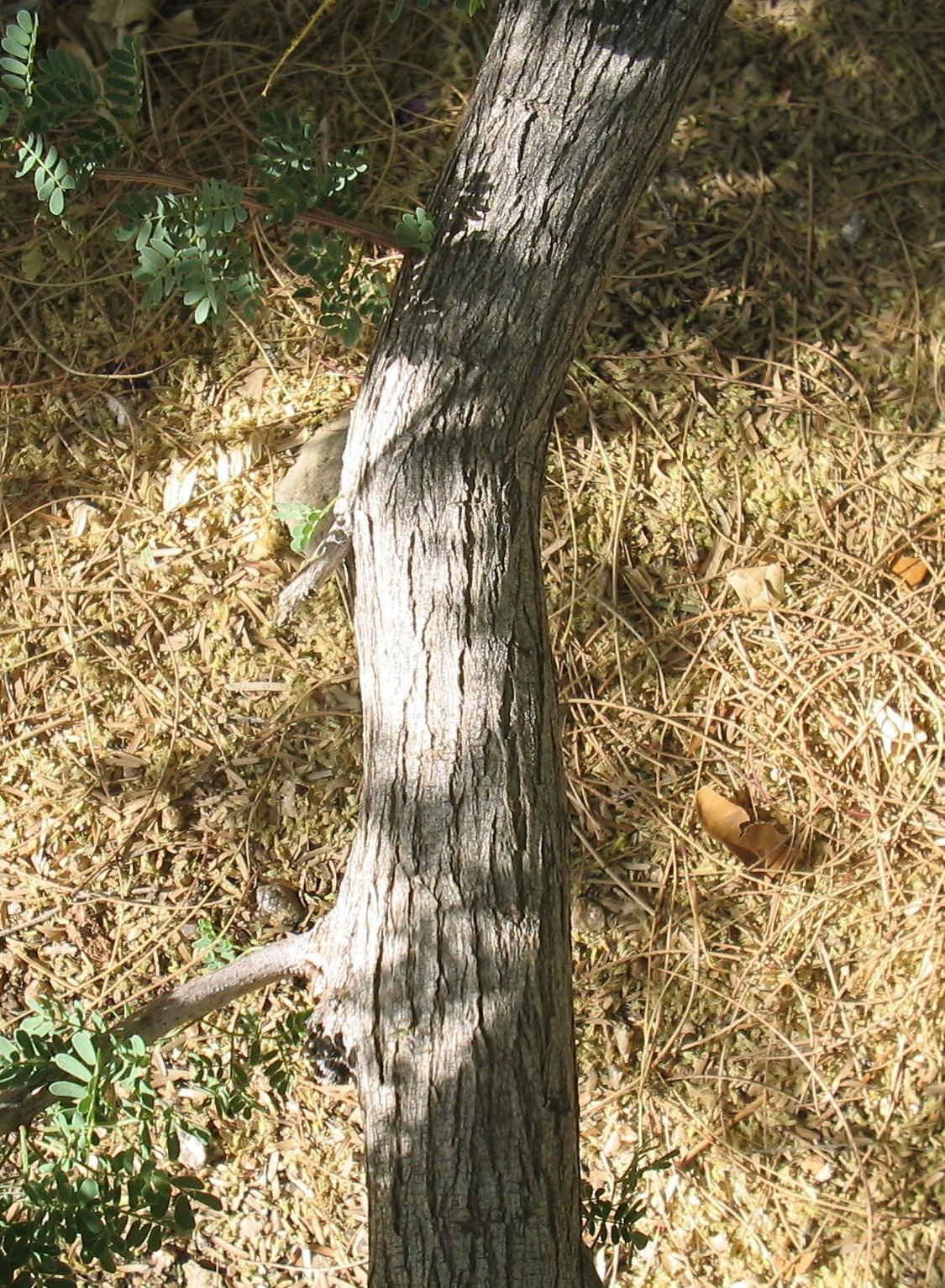
Corteza

## Ecología
S. greggii es común en los arroyos donde sus raíces tienen acceso a aguas profundas. Sus semillas requieren escarificación física para germinar. Esto evita eficazmente la germinación a menos que una inundación repentina perturbe la zona y depósite suficiente agua para aumentar la probabilidad de que las plántulas podrán establecer raíces profundas suficientes para sobrevivir a la temporada seca. S. greggii es de zonas de sequía y de hoja caduca y por lo general carece de hojas durante la mayor parte del año. S. greggii tiene  nectarios extraflorales, un rasgo compartido con otras senegalias. Una conexión se ha hecho entre estas glándulas y los insectos que sugerirían una mutualista relación (como se encuentra en otras especies de Senegalia). Las hormigas son conocidas por utilizar las glándulas como fuente de alimentos y agua, y puede proporcionar algún tipo de defensa de la planta contra herbívoros insectos. Al igual que otros árboles de arroyos en la familia Fabaceae, S. greggii es atacado con frecuencia con el muérdago del desierto, Phoradendron californicum. A diferencia de otras legumbres, S. greggii no se le conoce que forme nódulos radiculares asociaciadas con bacterias  fijadoras de nitrógeno.
S. greggii puede ser un ejemplo un anacronismo de la evolución, en el que la variedad y la renovación de la especie es limitada debido a la extinción de la megafauna de mamíferos responsable de la dispersión de semillas. Dentro de este modelo, la escarificación necesaria para germinar las semillas se habría producido durante la masticación y digestión de la fruta por un gran mamífero, que más tarde pasa a la semilla intacta a cierta distancia del árbol original.

## Descripción

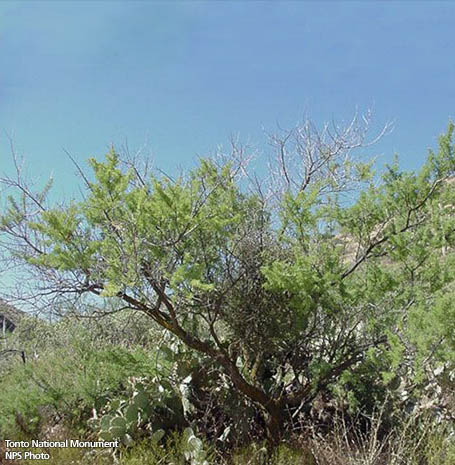
Acacia greggii

Es un gran arbusto o pequeño árbol que crece hasta los 10 m de altura, con un tronco de hasta 20 a 30 cm  de diámetro. Las hojas son de color verde grisáceo, caducifolias, y bipinnadas, divididas en 1-3 pares de pinnas, cada una de 2-3  de largo con 10-18 folíolos que son de 3-6 mm. La pinnas están con más frecuencia en dos pares, con el par proximal perpendicular al peciólulo y el par distal formando una V en la punta. Las flores se producen en densas espigas cilíndricas, cada flor con cinco pétalos amarillos de 3 mm  y numerosos estambres amarillos. La fruta es una torcido legumbre (vaina) de 6.15 cm  de largo, que contienen varias semillas duras, de color marrón oscuro. La vaina de la semilla se estrecha entre las semillas (un lomento ), y la dispersión de semillas se produce a través de la dehiscencia y se rompe en estas constricciones.

## Etnobotánica
S. greggii,  a pesar de que se utiliza como forraje para el ganado, contiene un  potencialmente venenoso glucósido cianogénico llamado prunasina. Las semillas maduras se deben evitar, como lo hicieron los nativos. S. greggii se recogen y son comidos por las tribus del desierto de América del Norte, incluyendo los Chemehuevi del Paiute meridional. Los tallos se utilizaron en la construcción y fabricación de herramientas.

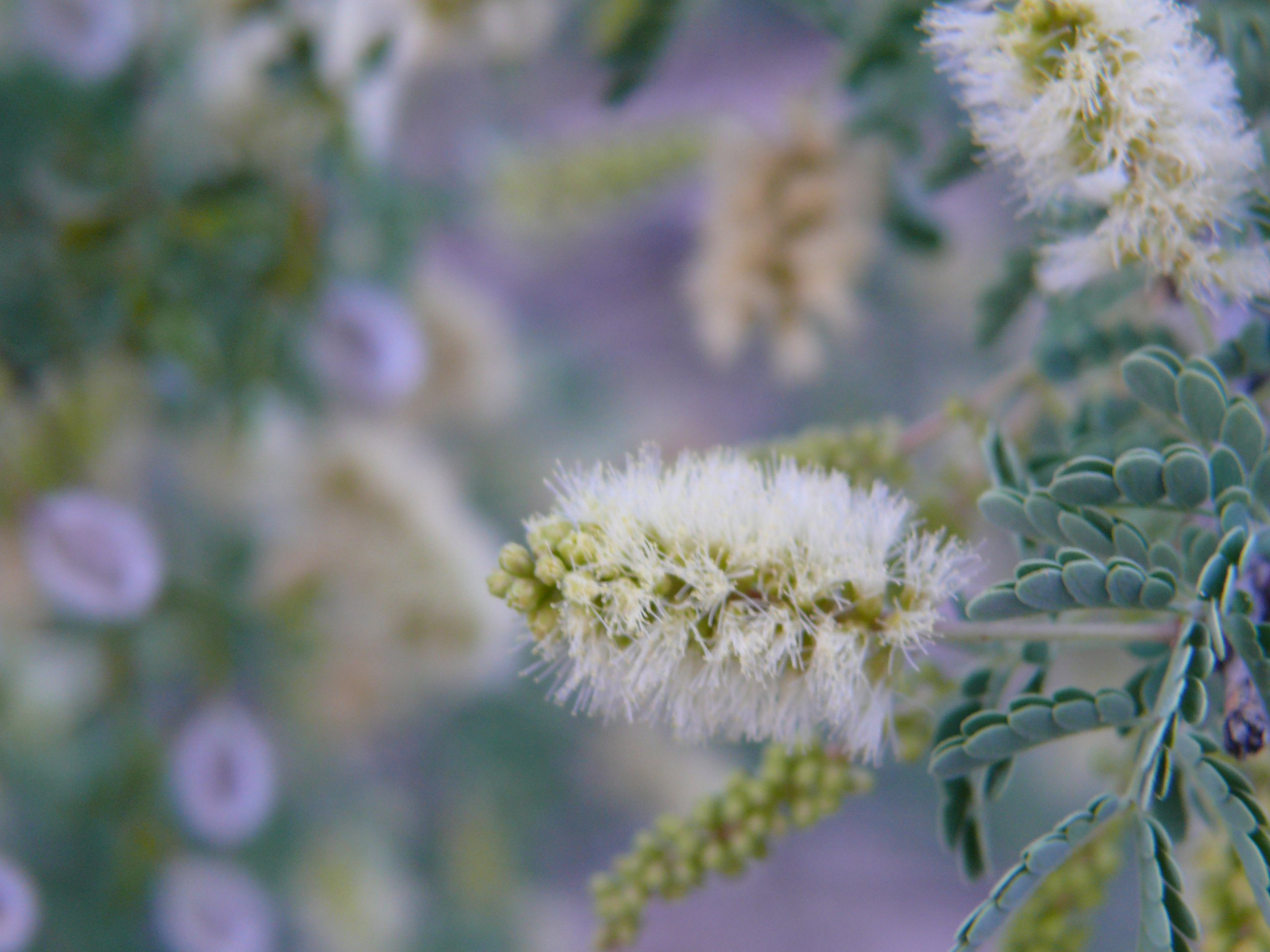
Senegalia greggii Flor

## Toxicidad
Las especies del género Acacia pueden contener derivados de la dimetiltriptamina y glucósidos cianogénicos en las hojas, las semillas y la corteza, cuya ingestión puede suponer un riesgo para la salud.

## Algunos compuestos químicos que se encuentran enAcacia greggii
- Beta-metil-fenetilamina[3]
- Catequina[3]
- Fisetina[3]
- Hordenina[3]
- Fenetilamina[3]
- Quercetina[3]
- Tiramina[3]

## Taxonomía
Acacia greggii fue descrita por Asa Gray y publicado en Smithsonian Contributions to Knowledge 3(5): 65. 1852.
Etimología
Ver: Acacia: Etimología
greggii: epíteto que se refiere a Josías Gregg, autor, explorador y naturalista aficionado del suroeste de Estados Unidos y norte de México.
Sinonimia
- Acacia durandiana Buckley
- Acacia greggii var. greggii
- Senegalia greggii (A.Gray) Britton & Rose[5]